# Samuel S. Lerer
Fue un Rabino Conservador, nacido en Israel, que trabajó en México como Rabino, investigó sobre el fenómeno del criptojudaismo en México, fue muy polémico por sus más de tres mil conversiones, realizadas en México, posee el récord de ser el rabino con mayor número de conversiones sobre todo en las ciudades mexicanas de Veracruz, Venta Prieta y Puebla. Su punto de vista liberal hacia la conversión fue muy duramente criticado por la comunidad judía establecida en México. Sus últimos años los vivió en San Antonio, Texas, vivió en la Ciudad de México desde 1968 hasta 1999.  Falleció el 5 de febrero de 2004 en San Antonio, Texas.
El Rabino Samuel Lerer nació en Israel y fue ordenado como rabino ortodoxo en 1938 por el Rabino Abraham Isaac Kook, el primer gran rabino asquenazí en Israel. El rabino Lerer sirvió a las congregaciones de Montgomery, Alabama, Hollywood, Florida, y Akron, Ohio. Fue profesor durante cuatro años en la Universidad de Iowa antes de mudarse a México para dirigir la Beth Israel, que fue fundada por Judíos originarios de los Estados Unidos. Lideraba en idioma Inglés a la Beth Israel Community Center en México D. F. Crea la Asociación de cripto-Judios de las Américas o ACJA, en los Estados Unidos.
Visitó por primera vez la comunidad de Venta Prieta en la década de los sesenta, se había ocupado de la comunidad Venta Prieta durante años, incluso después de su retiro en San Antonio, Texas. Fue el líder espiritual de los Judíos Prieta Venta, él estaba a cargo de bodas, bar- mitzvah, etc.
A principios del año 2000 había ocho familias en Puebla. Todos ellos decían ser descendientes de Anusim o cristianos nuevos  y algunos de ellos se convirtieron al Judaísmo con el rabino Samuel S. Lerer. 
En Veracruz un pequeño grupo de personas, que se decían ser descendientes de Anusim o cristianos nuevos, decidieron durante la década de 1970 volver al Judaísmo, integrado la Comunidad Beth Shmuel. Con la ayuda del rabino Samuel S. Lerer, del que aprendieron sobre judaísmo y con el tiempo la mayoría de ellos fueron convertidos. Por último a finales de la década de los noventa había unas 30 familias en Veracruz que llevaron a cabo el cambio a un estilo de vida judía, con la ayuda del rabino Lerer.
Escribió el Sidur hadrat ḳodesh editado por Beth Israel Community Center en 1974.